# Stephen Vizinczey
Stephen Vizinczey, originalmente István Vizinczey (Káloz, Hungría, 1933-18 de agosto de 2021) fue un escritor y crítico literario húngaro nacionalizado canadiense. A muy temprana edad, durante la adolescencia, escribió poesía y obras de teatro. La mayor parte de sus obras se publicaron en lengua inglesa. Escribió en un inglés de tal maestría que suele ser considerado por la crítica literaria como el sucesor de Joseph Conrad y Vladimir Nabokov,

## Carrera temprana e influencias
Sus primeros trabajos publicados fueron poemas aparecidos en 1949 en la revista Forum de Budapest -uno de cuyos directores era Georg Lukacs- cuando el escritor tenía 16 años. Estudió con Lukacs en la Universidad de Budapest y en 1956 se graduó en la Academia de Teatro y Artes Cinematográficas de la ciudad. Escribió por aquel tiempo tres obras de teatro, entre ellas La Última Palabra y Mama, que fueron prohibidas por el régimen comunista húngaro. Participó en la Revolución húngara de 1956, y después de una corta estancia en Italia, terminó en Canadá -hablaba solo 50 palabras de inglés- tomando finalmente la ciudadanía canadiense. Aprendió inglés escribiendo guiones para el National Film Board de Canadá y la CBC/Radio Canadá. En Canadá fundó y editó la revista literaria -de corta vida- "Exchange". En 1966 se trasladó a Londres.
Vizinczey citó sus ideales literarios como Pushkin, Gogol, Dostoyevsky, Balzac, Stendhal y Kleist. Sus obras más conocidas son En brazos de la mujer madura (1965) y Un millonario inocente (1983).
Ha sostenido de modo permanente una fuerte crítica a la lógica de negocios del sistema editorial. Envuelto él mismo en los obstáculos de la industria de libros -y al igual que en 1965- en julio de 2016 publicó, en una edición propia, el libro cuya escritura le tomó 30 años, If Only.

## En brazos de la mujer madura
En brazos de la mujer madura: los recuerdos amorosos de András Vajda es una novela de aprendizaje, cuyo narrador joven tiene encuentros sexuales con mujeres de treinta y cuarenta años, en Hungría, Italia y Canadá. «El libro está dedicado a las mujeres de edad y se dirige a los jóvenes -y la conexión entre los dos es mi propuesta» es el epígrafe del libro. Kildare Dobbs escribió en Saturday Night, «Aquí está este rebelde húngaro que en 1957 apenas podía hablar una palabra de nuestro idioma y que aún hoy en día habla con un acento impenetrable y cuyo nombre, además, no podemos pronunciar, y tiene el descaro de colocarse a sí mismo, con su primer libro y en su trigésimo tercer año, entre los maestros de la prosa inglesa más depurada... ».
La primera edición del libro en 1965 se publicó a expensas del autor. En 2001 En brazos de la mujer madura se tradujo por primera vez al francés y se convirtió en un éxito de ventas en Francia. Dos veces se ha convertido en una película: una producción canadiense de 1978, protagonizada por Tom Berenger como Andras Vajda, y una posterior en 1997, la producción española con Faye Dunaway como Condesa.
En 2010 el libro fue reimpreso por Penguin Random House en su colección Penguin Clásicos.

## Un millonario inocente
Publicado por primera vez en 1983, en Un millonario inocente cuenta la historia de Mark Niven, el hijo de un actor estadounidense que desde su infancia se ve abrumado por el infortunio económico de sus padres, que llevan una vida como actores trashumantes en Europa. «Dicen que la humanidad se divide en gente que tiene y gente que no tiene; pero existe, además, la categoría de los que ahora tienen y luego no tienen, y éstos son los que más sufren de los altibajos de la vida.» El niño que pasa su infancia en varios países "no cuenta con una guía emocional" y, una vez que las presiones financieras llevan al divorcio de sus padres, se queda encantado con la idea de encontrar el tesoro de un barco español que naufragó en 1820 en aguas del Caribe. Niven encuentra tanto el amor como el barco del tesoro, pero la fortuna se convierte en una pesadilla y su felicidad con una mujer casada termina en tragedia.

### Punto de partida: historia de Argentina y de América del Sur
El punto de partida de Un millonario inocente es el prócer argentino José de San Martín. Vizinczey dedica varias páginas a destacarlo:

Fue un revolucionario victorioso, fenómeno bastante raro; pero lo que le distingue de la mayoría de los grandes hombres de la Historia es que, a pesar de sus triunfos, durante toda su vida permaneció inmune a la tentación del poder. El general San Martín, ávido lector de los philosophes franceses y de los historiógrafos latinos, soldado pensante, austero en sus costumbres y exuberante en sus propósitos, tenía la pasión de liberar países, pero no el deseo de gobernarlos.
Stephen Vizinczey, Un millonario Inocente

La novela fue elogiada por la crítica, incluyendo a Graham Greene y Anthony Burgess. Burgess escribió en la revista Punch que Vizinczey podría «enseñar al inglés cómo escribir inglés», alabó «el estilo de prosa y sus astutos apotegmas, así como la solidez de sus personajes, buenos y detestables por igual.» Burgess terminó su comentario diciendo: «Me ha divertido, pero también me ha conmovido profundamente: se trata de una novela situada en el centro mismo de nuestro mundo decadente, contaminado y corrupto, en la que, curiosamente, alienta una especie de desesperada esperanza". The London Literary Review denominó a la novela "una auténtica epopeya social que reúne, con una distancia de casi un siglo, la edificación intelectual y moral con exuberante diversión.»
Falleció el 18 de agosto de 2021 a los ochenta y ocho años.

## Ensayos
Vizinczey ha escrito dos libros de ensayos literarios, filosóficos y políticos: Las reglas del caos (1969) y Verdad y mentiras en la literatura (1985).

## Premios
- 2004 Premio literario internacional Isola D'Elba Raffaello Brignetti[11]